# Hieracium korshinskyi
Hieracium korshinskyi ist eine Pflanzenart aus der Gattung der Habichtskräuter (Hieracium) innerhalb der Familie der Korbblütler (Asteraceae). Sie kommt im zentralen Asien vor.

## Beschreibung

### Vegetative Merkmale
Hieracium korshinskyi ist eine ausdauernde krautige Pflanze, die Wuchshöhen von 30 bis 60 Zentimetern erreicht. Die aufrechten leicht violett bis roten Stängel sind meist im oberen Teil verzweigt, selten auch unverzweigt. Sie sind an der Basis dicht zottig behaart und an der Spitze mit feinen sternartigen oder spinnwebenartigen Haaren besetzt.
An der Stängelbasis befinden sich mehrere grundständige gestielte Laubblätter, welche nach der Blütezeit abfallen, während sich am unteren Stängel ebenfalls mehrere kurz gestielte bis ungestielte, mehr oder weniger stängelumfassende Laubblätter befinden. Der Blattstiel ist, sofern vorhanden, geflügelt. Die Blattspreite ist bei einer Länge von 6 bis 16 Zentimetern sowie einer Breite von 1 bis 6 Zentimetern elliptisch bis lanzettlich mit spitz zulaufender bis keilförmiger Spreitenbasis und stumpfer oder spitz zulaufender Spreitenspitze. Die Spreitenränder sind mehr oder weniger ganzrandig und weisen einige scharf abgegrenzte Zähne auf. Sowohl die Blattunterseite als auch die Blattoberseite sind spärlich mit zottigen Haaren besetzt.

### Generative Merkmale
Die Blütezeit sowie die Fruchtreife erstrecken sich zumindest in China von Juli bis in den September hinein. Der schirmrispenartige Gesamtblütenstand enthält ein bis zwei körbchenförmige Teilblütenstände. Das bei einem Durchmesser von etwa 0,6 Zentimetern glockenförmige Involucrum enthält drei Reihen von dunkelgrünen und an der Unterseite spärlich behaarten Hüllblättern. Die äußeren Hüllblätter sind bei einer Länge von etwa 3,5 Millimetern sowie einer Breite von etwa 0,5 Millimetern linealisch-lanzettlich bis breit-linealisch, während die inneren Hüllblätter circa 9 Millimeter lang sowie 1,2 Millimeter breit sind. Die Blütenkörbchen enthalten mehrere gelbe Zungenblüten.
Die violetten bis violett-schwarzen Achänen sind bei einer Länge von etwa 0,32 Zentimetern zylindrisch und weisen zehn Rippen auf. Der Pappus besteht aus mehreren schmutzig weißen über blassgelbe bis bräunliche Borstenhaaren, welche etwa 0,6 Zentimeter lang sind.

### Chromosomensatz
Die Chromosomengrundzahl beträgt x = 9; es liegt Diploidie oder
Triploidie vor mit den Chromosomenzahlen 2n = 18 oder 27.

## Vorkommen
Das natürliche Verbreitungsgebiet von Hieracium korshinskyi befindet sich in Zentralasien. Es umfasst dabei Kasachstan, die Mongolei, den südlichen Teil des zentralen Russlands sowie die chinesische Provinz Xinjiang.

## Taxonomie
Die Erstbeschreibung als Hieracium korshinskyi erfolgte 1922 durch Karl Hermann Zahn in Adolf Englers Das Pflanzenreich, Nummer 4, Seite 280. Ein Synonym für Hieracium korshinskyi Zahn ist Crepis shawanensis C.Shih.